# Weta Collectibles
Weta Collectibles é a divisão de mercadorias da Weta e sua marca reúne vários de seus principais trabalhos ou até mesmo pequenas de suas empresas; e reúne os mesmos desenhistas e escultores que criaram os mundos maravilhosos que vocês veem nas telonas dos cinemas. A Weta Collectibles foi criada para lançar a alta série de "polystone" collectibles de O Senhor dos Anéis. Foi desde então que produz espécies de estátuas fantásticas, destacadas principalmente em King Kong & As Crônicas de Nárnia e uma seleção de pedaços individuais para uma série de coleções destas. Em uma situação sem igual para a indústria de colecionadores, a Weta utilizou os mesmos artistas e técnicos que criaram as criaturas, caráteres, armaduras e armas para os filmes, esculpirem e criarem uma variedade de seres pela linha da Weta Collectibles. Esta coleção de pessoas talentosas esculpiu mais de 250 pedaços de materiais agora para o público colecionar e desfrutar. A Weta Collectibles é célebre por coletores ao redor do mundo e é vista agora como a escultora principal de "polystone" de altas figuras, bustos, ambientes e outros materiais sortidos.